# ユルルングル
ユルルングル（Yurlungur）は、オーストラリア南部のアボリジニ、ムルンギンの（Murngin）の人々の神話に登場する銅の体を持つ蛇。聖なる泉「ミルリアナ（Mirrirmina、岩の錦蛇の背中）」に棲む。ユルルングルは、彼の子孫でもある姉妹（WawalagまたはWawilakとして知られる）の姉が泉に経血をこぼしてしまったことで長い眠りから覚める。泉から出るとその勢いで洪水を起こし、ユルルングルはそのまま姉妹とその子供たちを飲み込んだ。その後にヘビが集まり会議が開かれ、ユルルングルは子孫を飲み込んでしまったことを告白し、彼らを吐き出すことを約束した。ユルルングルが彼らをアリ塚に吐き出すと、ユルルングルの魔法のディジュリドゥがひとりでに鳴り響き、アリが姉妹と彼女らの子供を噛み彼らは蘇生する。
父なる蛇であり、天候も司るとされる。彼の声は雷であり、彼の住まう泉は虹色に輝く。そのため虹蛇としても知られる。アボリジニの中でヘビ（ニシキヘビ）を信仰する習慣のある部族はどれもヘビと天候、特に雨雲を結びつける考え方を持っている。ユルルングルの神話が元になり、アボリジニの儀式では嘔吐が一人前の男になるための通過儀礼となった。